# William Lupton
William Thomas Lupton (ur. 15 czerwca 1884, zm. 1961) – brytyjski zapaśnik walczący w stylu klasycznym. Olimpijczyk z Sztokholmu 1912, gdzie zajął 29. miejsce w wadze lekkiej.

## Letnie Igrzyska Olimpijskie 1912
| Konkurencja            | Rundy eliminacyjne         | Rundy eliminacyjne | Klas. końcowa |
| Konkurencja            | Przeciwnik I               | Przeciwnik II      | Miejsce       |
| ---------------------- | -------------------------- | ------------------ | ------------- |
| 67,5 kg styl klasyczny | Richard Frydenlund (NOR) P | Jan Balej (CZE) P  | 29.           |